# Nonaara
× Nonaara, (abreviado Non) en el comercio, es un híbrido intergenérico entre los géneros de orquídeas Aerides × Ascoglossum × Renanthera. Fue publicado en Orchid Rev. 86(1021, cppo): 8 (1978).